# Uxellodunum
Uxellodunum est le nom d'un oppidum gaulois, situé dans le Quercy actuel. Il est surtout connu pour avoir été le lieu de la dernière bataille de la guerre des Gaules, en 51 av. J.-C., César emportant la reddition de la place à la suite de son siège. Son nom signifie la « forteresse élevée » (uxel, élevé, et dunum, latinisation du gaulois dunon, forteresse - voir dun). C'est un nom gaulois assez répandu qui a évolué en Issolu, Issolud, Issoudun, Exoudun, à plusieurs occasions, dans la toponymie de la Gaule romaine. 
Longtemps objet de débats, notamment au XIXe siècle et au début du XXe siècle, la localisation d'Uxellodunum au Puy d'Issolud, sur le territoire de la commune de Vayrac (Lot), est désormais démontrée par les fouilles archéologiques et admise par la communauté scientifique. Le site est classé par le ministère de la Culture depuis le début des années 2000, à la suite de nouvelles explorations archéologiques menées au lieu-dit de la Fontaine de Louliè par J.-P. Girault. Cette identification demeure contestée par certains amateurs locaux et des figures associatives de l'archéologie amateur. Parmi les localités prétendant être l'Uxellodunum antique, on retrouve par exemple le village de Capdenac-le-Haut, ainsi que le lieu-dit de Cantayrac, sur le territoire de la commune de Caylus en Tarn-et-Garonne. Selon ces amateurs, ces sites se rapprochent de la description faite du siège dans La Guerre des Gaules par Jules César,, mais aucun d'entre eux n'a livré de dossier archéologique ou toponymique crédible permettant d'y attester la tenue d'un siège romain au milieu du Ier siècle av. J.-C.

## La bataille d'Uxellodunum

### L' «après Alésia» en Gaule
Un an après la reddition de Vercingétorix à Alésia, César et ses principaux lieutenants s'affairent à pacifier les dernières poches de résistances qui subsistent de part et d'autre de la région. Dans le sud-ouest, deux chefs gaulois, Lucterios et Drappès, suivis de quelques milliers d'hommes et poursuivis par le légat Caius Caninius Rebilus, se réfugièrent dans cette place forte au cœur du territoire des Cadurques, peuple dont Lucterios était originaire. Le chef romain établit progressivement un siège de la place en entamant, comme à Alésia, des travaux pour installer des lignes d'encerclement de l'oppidum. Apprenant la nouvelle de la révolte, César décide de traverser la Gaule pour châtier en personne les révoltés et se joint au combat, dirigeant notamment l'opération d'investissement de la place forte. Malgré la capture de leurs deux chefs, les assiégés tinrent tête aux Romains, jusqu'à la capture de la principale source d'eau du site, les contraignant à la reddition. César épargna la vie des vaincus, mais fit couper les mains à tous les combattants adverses, afin de décourager de nouvelles révoltes.

### L'épisode décrit par Aulus Hirtius
La description du siège se trouve dans le huitième livre des Commentaires sur la guerre des Gaules, livre que l'on attribue assez généralement à Aulus Hirtius qui aurait rédigé ce complément à l'ouvrage césarien entre 44 et 43 av. J.-C. Cette attribution est toutefois contestée par certains savants. Quel que soit l'auteur, il est admis qu'il a assisté à tout ou partie de la bataille (dès l'arrivée des lieutenants césariens, ou dans un second temps, quand César arrive), supposément à partir d'un point élevé où se trouvait une partie de l'armée romaine. 

## Les autres sources littéraires de l'Antiquité
Un bref passage des Stratagèmes de Frontin fait allusion au siège d'Uxellodunum et en particulier au détournement de la source. Au Ve siècle, Orose raconte le siège d'Uxellodunum dans ses Histoires. Il se contente en fait de paraphraser, plus ou moins exactement, le texte de César, qu'il attribue par ailleurs, par erreur, à Suétone.

## La localisation

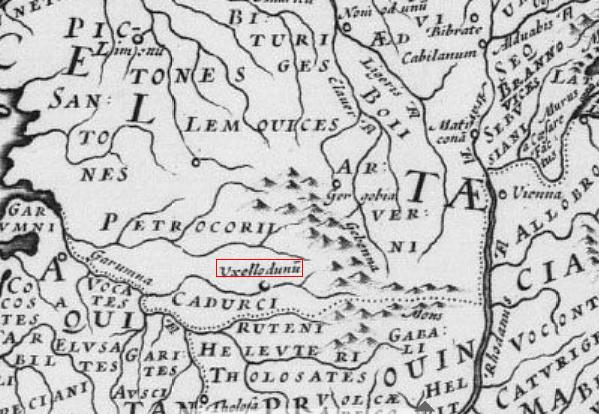
Position d'Uxellodunum carte de 1648 d'après Jules César.

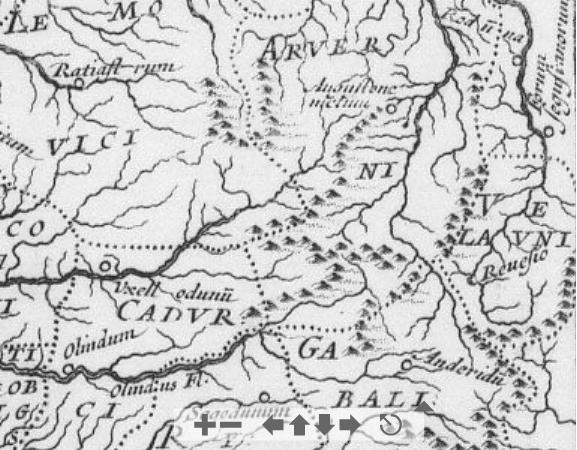
Uxellodunum sur la Dordogne.

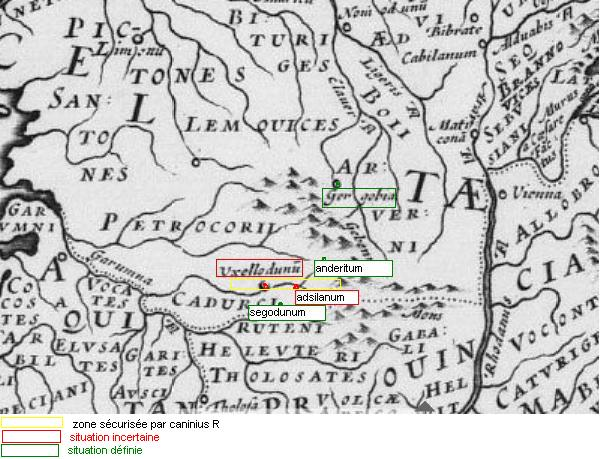
Uxellodunum sur le Lot.

### Un débat tranché par les fouilles

#### Historiographie de la querelle: avant les fouilles modernes
Tout comme pour Alésia, l'emplacement exact de l'oppidum antique a fait l'objet d'âpres disputes entre différentes communes désireuses de s'approprier la gloire d'avoir été le dernier village à résister à César.
Il est possible de faire remonter le débat sur la localisation jusqu'au Moyen Âge, plusieurs documents médiévaux ou présentés comme tels attribuant une localisation différente à Uxellodunum. Ainsi, Le Puy d'Issolud est explicitement identifié à Uxellodunum et au lieu de la bataille dans une charte datée de 935, cependant ce document n'est connu que par une copie tardive du XVIe siècle ; de même plusieurs actes fonciers légèrement postérieurs (941, 944 et 945) mentionne à l'emplacement du Puy un domaine agricole appelé Exeleduno. Aux côtés de ces documents de la pratique, certaines enluminures de manuscrits du Moyen Âge désignent quant à elles d'autres lieux, notamment Capdenac-le-haut. Durant le Moyen Âge, Capdenac a ainsi été proposée comme étant l'antique Uxellodunum, comme le mentionne une charte de privilèges rédigée en 1320 par Philippe le Long, charte qui fut renouvelée et confirmée sous Louis XV. Dans la chronique de Pierre des Vaux de Cernay qui fut rédigée lors de la croisade albigeoise, ce dernier affirme que Capdenac était l'ancienne Uxellodunum. Ces derniers témoignages, relevant de la tradition orale au XIVe siècle, traduisent, plutôt qu'une ancienneté de la documentation scientifique et une continuation de la connaissance sur le nom du lieu, d'abord la volonté antiquaire, dès le Moyen Âge, d'identifier les lieux des passages de l'armée de César. 
Les géographes hollandais de l’époque moderne comme Ortelius situent presque invariablement le site sur le cours de la Dordogne, bien qu'il s'agisse surtout de compilations cartographiques et non d'observations de première main.

#### Le renouveau de la querelle à l'ère de la naissance de l'identité nationale
Au XIXe siècle, la querelle se ravive, au gré du développement de l'idée nationale en France. Elle se greffe alors aux très nombreux débats de localisation autour des batailles de la Guerre des Gaules, qui agitent les érudits locaux et les réseaux de correspondance entre antiquaires. La querelle oppose alors les partisans de la localisation au Puy d'Issolud, aux partisans de la localisation à Capdenac et dans une moindre mesure, à ceux qui défendent l'emplacement à Luzech. Si certains jugent qu'il est impossible de la trancher en raison de la description « trop vague et trop incomplète » du site par le continuateur de César, chacun des trois sites avait déjà eu ses ardents défenseurs : Jean-Baptiste Bourguignon d'Anville pour le Puy d'Issolud, Jacques-Joseph Champollion, frère du célèbre déchiffreur des hiéroglyphes, pour le site de Capdenac. Le baron Charles Athanase Walckenaer passa d'abord pour un partisan du Puy d'Issolud mais considéra dans son ouvrage sur la géographie des Gaules que Capdenac convenait mieux à la description d'Hirtius, Jean-Jacques Lefranc de Pompignan défendait Luzech.
Les premières opérations archéologiques relancent la querelle. Dans le cadre de ses recherches sur la conquête de la Gaule par César, l'empereur Napoléon III charge une commission archéologique de proposer des sites où mener des explorations par la fouille. En 1862 cette commission désigne d'abord le site de Luzech. Dans le même temps, Jean-Baptiste Cessac (1810-1882), commissaire de police, convaincu que le site est à chercher au Puy d'Issolud, entame des fouilles sur place et affirme avoir retrouvé la fontaine gauloise assiégée par César au lieu-dit de la Fontaine de Loulié. De nombreux artefacts y sont retrouvés ainsi que plusieurs galeries creusés par les ingénieurs romains pour assécher la fontaine. 
En 1865 Philippe Tamizey de Larroque publie un mémoire annonçant une réfutation des arguments de Champollion pour Capdenac ainsi que de ceux des partisans de Luzech. De nouvelles fouilles ont lieu dont les conclusions sont publiées en 1866 et 1874. En 1866, Napoléon III se rallie à l'hypothèse de la localisation au Puy d'Issolud. Entre-temps les débats se sont multipliés ainsi que les tentatives de localisation. En 1870, Jean-Baptiste Cessac est révoqué de son poste de commissaire de police, officiellement en raison de son âge, mais peut-être plus probablement en raison de la reconnaissance dont lui avait témoigné Napoléon III après 1866.

#### Explorations parallèles au début duXXesiècle: Issolud, Luzech, Capdenac
Au XXe siècle, les recherches continuent et les propositions d'identification perdurent, notamment par le biais d'archéologues amateurs qui chacun explorent les sites d'oppida potentiels dans leur commune. En 1908 Armand Viré dresse pour la Commission d'étude des enceintes préhistoriques et fortifications anhistoriques l'inventaire du Lot, il note ainsi la présence d'un fossé à Capdenac, mais juge que c'est sans doute à tort que l'on y localise Uxellodunum. Il estime peu crédible la localisation à l'oppidum de l'Impernal de Luzech (qu'il fouilla plus profondément par la suite) et juge que le site du Puy d'Issolud est « l'emplacement le plus probable mais longtemps discuté ». Sept ans plus tard, la bibliographie qu'il dresse de la question occupe dix pages et montre tant l'inscription des débats dans la longue durée que leur intensité maintenue à la veille du premier conflit mondial. Sur le Puy d'Issolud, de 1913 à 1920, Antoine Cazes fouille à la Fontaine de Loulié, ses travaux sont ensuite continués jusqu'en 1941 par Antoine Laurent-Bruzy, un archéologue amateur qui ne publia malheureusement pas ses trouvailles. 
En 1957, Émile Albouy publie un essai soutenant la localisation à Luzech, essai qui reçoit une certaine notoriété. Peu après c'est Cantayrac, lieu-dit situé aujourd'hui dans le camp militaire de Caylus qui est proposé par le jésuite André Noché et le commandant Fernand Réveille sur la base d'une légende locale,,,,  de nombreux artefacts attribués aux cultures matérielles celtiques ayant été ramenés par des sondages, et surtout de la concordance présumée du terrain avec le texte de César. Le site ne fut jamais l'objet d'exploration stratigraphique détaillée, la zone étant interdite d'accès par sa situation dans un terrain militaire. Au milieu des années 1960 M. Labrousse appuie l'hypothèse d'une localisation d'Uxellodunum à Capdenac au regard des trouvailles archéologiques passées tandis que quelques années plus tard André Sors juge qu'au regard de ses trouvailles à Capdenac il faut y situer la bataille,.
Le site de Capdenac, documenté très partiellement par des découvertes ponctuelles, était vraisemblablement l'emplacement d'un petit oppidum gaulois, continué par une occupation gallo-romaine et par une petite ville médiévale fortifiée. Son identification initiale au site d'Uxellodunum dans la littérature technique moderne est le fait du travail de Jacques-Joseph Champollion, frère du célèbre déchiffreur des hiéroglyphes. Ce dernier affirme, dans son ouvrage de 1820, qui portait sur tous les sites Nouvelles recherches sur la ville gauloise d'Uxellodunum, que Capdenac-le-haut était l'antique Uxellodunum. Ses conclusions sont reprises par André Sors dans les années 1970. Son ouvrage L'épopée gauloise en Quercy ; Uxellodunum, cité martyre reçoit cependant un accueil mitigé, voire très critique en raison de la teneur peu scientifique de son propos. Selon Serge Lewuillon, André Sors mêle ainsi « élucubrations » et « suppositions gratuites » et livre à la communauté scientifique « un déplorable exemple pour les historiens locaux ». Les découvertes mentionnées par M. Sors sont, sans pour autant renvoyer à l'horizon matériel de la Guerre des Gaules, pour certaines réelles : le site de Capdenac a semble-t-il été occupé au tournant de notre ère, probablement à partir de l'époque augustéenne (soit plusieurs décennies après la Guerre des Gaules), puisque des murs de terrassements en lien avec de la céramique céramique sigilée ont été découverts par les fouilles ponctuellement menées. Le site fut probablement aménagé pour la captation des eaux à l'époque impériale, puisque plusieurs murs en opus caementicium et conduits d'aqueducs furent découvertes. Cependant l'essentiel de ces restes archéologiques renvoient, chronologiquement, à des aménagements gallo-romains réutilisés à une période plus tardive. Une fontaine asséchée, maçonnée à l'époque romaine, est toujours visible sur le site. En raison de l'absence d'horizon archéologique renvoyant à un épisode militaire de l'époque césarienne, le site de Capdenac n'est donc pas retenu aujourd'hui par la communauté des historiens et archéologues. Des fouilles sont régulièrement demandées par les partisans de la localisation, mais leur conclusion établie a priori (la volonté de localiser Uxellodunum à Capdenac) dissuade pour l'heure les instances culturelles d'accorder des permis et financements à une telle exploration « à charge ». Les plus récentes fouilles préventives menées à Capdenac, n'ont toujours pas permis de constituer un dossier documentaire renvoyant à un siège romain. Les traces de fossés anciens, découverts à l'occasion de ces explorations, ne renvoyant pas avec certitude à une datation gauloise.

#### La localisation au Puy d'Issolud: un consensus scientifique au regard des fouilles récentes
L'identification du site d'Uxellodunum est aujourd'hui bien établie au sein des spécialistes. Les travaux archéologiques menés au Puy d'Issolud par les fouilleurs de Napoléon III, puis par les archéologues du début du XXe siècle et enfin par Jean-Pierre Girault, en particulier à la Fontaine de Loulié, ont permis de retrouver les traces d'un siège mené par l'armée de César, et notamment de ses nombreux travaux de terrassement en galeries destinés à encercler le point d'eau des assiégés.
La reprise des travaux d'étude sur le Puy commença dès les années 1990, par un travail d'inventaire du matériel issu des fouilles passées. En 1997, la DRAC donne son feu vert pour une reprise des fouilles dans la zone de la fontaine de Loulié. L'exploration se déroule pendant neuf années consécutives à la Fontaine-de-Loulié sous la direction de Jean-Pierre Girault, ancien ingénieur EDF et archéologue bénévole accompagné d'une équipe pluridisciplinaire. Ces fouilles cherchaient d'abord à vérifier la teneur des découvertes du XIXe siècle , à localiser les tranchées anciennes réalisées par Cessac et ses successeurs, tout en délimitant précisément l'empreinte des sondages des années 1920 et 1930. Ces fouilles avaient en outre pour but d'établir des stratigraphies continues, bien documentées, sur ces zones de pente particulièrement difficiles à comprendre en raison du colluvionnement et des remaniements constants provoqués par la végétation et les éboulements rocheux. Pour pouvoir établir ces chrono-stratigraphies, les recherches se concentrent alors sur des zones encore vierges de toute exploration antérieure. L'attention des archéologues s'est concentrée sur un certain nombre de buttes-témoins épargnées par leurs prédécesseurs, une grande partie du site ayant été très perturbée par des carrières de travertin à l'époque moderne, puis par les fouilles du XIXe siècle et du début du XXe. L'inventaire du matériel retrouvé sporadiquement et de celui des fouilles permirent rapidement une meilleure compréhension du site et de son occupation : le plateau du Puy d'Issolud s'avérait bien être un site important d'occupation depuis le bronze final, jusqu'à l'époque césarienne.
Les niveaux archéologiques explorés dès l'époque des fouilles de Napoléon III et fouillés plus en profondeur par l'équipe de J.-P. Girault renvoient ainsi aux années de la Guerre des Gaules, La Tène D2 (autour de 50 av. J.-C.) dans la chronologie archéologique moderne. Cette datation est permise par les nombreux fragments de céramique gauloise et par les amphores importées de type Dressel I. Ces fragments proviennent notamment des niveaux de combat, situés dans les pentes du Puy. Dans ces couches archéologique, les fouilleurs des années 1997 - 2006 ont identifié à plusieurs reprises les traces d'incendie importants, une rubéfaction avancée des sédiments, qui témoignent de la violence des flammes qui se sont répandues dans la zone lors de la tentative menée par les assiégés contre les travaux d'investissement de César. Dans ces niveaux, ce sont plus d'une centaine de traits d'armes de siège romaines (fers de catapulte), plus de 1200 pointes de flèches romaines, ainsi que de nombreux pilum, javelots, et munitions de fronde qui furent découverts, permettant de constituer un ensemble archéologique caractéristique de la prise de ville, homologue aux vestiges de travaux de siège découverts à Alésia, Bibracte, ou Gergovie. En outre, les fouilles anciennes comme récentes ont permis de mettre au jour plusieurs galeries artificielles, étayées par des poutres de chêne, mises en place par l'armée romaine lors des combats visant à prendre le contrôle de la source d'eau (et à l'assécher) qui permettait aux assiégés de tenir. Ces fouilles ont notamment permis de reconsidérer la reconstitution de la bataille proposée par les archéologues et topographes du Second Empire, en repositionnant la tour de bois érigée par les ingénieurs de César. A l'appui de ce travail d'exploration stratigraphique, une série d'expérimentations ont cherché à déterminer le trajet des armes de jet et les zones de danger pour mieux comprendre le déroulement de la bataille et mieux interpréter les restes retrouvés. Ce matériel militaire de première main constitue une importante référence archéologique dans l'étude des techniques de guerre césariennes , . Les résultats des fouilles de J.-P. Girault furent rapidement présentés dans plusieurs colloques internationauxainsi que diffusés dans la presse de vulgarisation scientifique. Une publication détaillée des fouilles a eu lieu en 2013 et saluée comme un travail fondamental.
Au côté des militaria permettant de situer l'armée romaine dans les lieux autour du milieu du Ier siècle av. J.-C., le faciès numismatique des niveaux correspondant aux armes est lui aussi univoque : il comporte plusieurs monnaies du chef cadurque Luctérios (portant la légende LVXTIIPIOS), qui participe à la bataille, ainsi que des monnaies sénones (le peuple à la tête duquel se trouve alors Drappès, l'autre général gaulois impliqué). D'autres monnaies émises par des chefs gaulois antérieurs ou contemporains se trouvent aussi présentes : plusieurs monnaies au nom de Sedullus, chef lemovice tué à Alésia, des monnaies des Bituriges Cubes, notamment plusieurs exemplaires similaires à ceux trouvés à Alésia, ainsi que de nombreux exemplaires de monnaies cadurques et arvernes des années 120 - 50 av. J.-C.
L'identification moderne grâce aux découvertes archéologiques s'accorde enfin à l'étude du toponyme du site, -Issolud : le mot est probablement un dérivé du nom latinisé de l'oppidum, Uxellodunum, qu'on pense issu du terme gaulois d'« Uxello » ou « Uxo », signifiant « élevé » ou « noble »,, augmenté du suffixe dun / dunum, renvoyant à la notion d'« enceinte fortifiée », comme dans les noms de Lyon ou d'Autun, Lugdunum et Augustodunum.

### Officialisation et reconnaissance scientifique
Si Luzech, Cantayrac et Capdenac avaient été cités par le passé comme des sites potentiellement proches de la description de la bataille faite dans le livre VIII de la Guerre des Gaules, les découvertes faites au Puy-d'Issolud à Vayrac, faisant particulièrement système avec les découvertes réalisées sur les sites de Gergovie et Alésia, sont considérées par les historiens et archéologiques comme probantes, et témoignant d'un siège romain d'ampleur dans la zone à la fin de la Guerre des Gaules. Le 26 avril 2001 à Toulouse, le ministère de la Culture organisa une conférence de presse, menée par Christian Goudineau, pour annoncer que les résultats des travaux menés au Puy d'Issolud (Vayrac et Saint-Denis-lès-Martel) permettaient d'y localiser avec une forte présomption le site d'Uxellodunum. La question est aujourd'hui posée de la présentation du site au grand public et de son aménagement ; des travaux sont annoncés depuis août 2008.

### Liste des sites historiques anciennement proposés pour Uxellodunum
Outre la localisation au Puy d'Issolud, la localisation d'Uxellodunum a fait l'objet de plusieurs propositions de localisation depuis la fin du XVIe siècle. Parmi les plus notables on retrouve :
- le village de Capdenac-le-Haut ;
- Carennac
- Puy l'Evêque
- Mucens
- Martel
- Biars
- Le Pech-d'Estillac
- Bélaye
- la colline de l'Impernal à Luzech ;
- le site de l'Oppidum de Murcens ;
- le site de Cantayrac sur les communes de Loze et Saint-Projet dans le camp militaire de Caylus[5] ;

- le roc de Colonjat (commune de Vers) ou autrement appelé Coronzac, soutenu par André David[50] ;
- Cahors ;
- Uzerche et Ussel par l'origine de leurs noms ;
- Lacoste ;
- Villefranche-de-Rouergue
- Najac
- Lauzerte
- Bonne
- Lusignan
- Issoudun
- Verdun-sur-Meuse

## Dans la culture contemporaine
- Il existe à Luzech une avenue et un collège d'Uxellodunum ; à Vayrac, une avenue, un collège et un musée d'Uxellodunum ouvert en juillet/août ; à Martel, le musée du palais de la Raymondie expose lui aussi une partie des vestiges provenant des fouilles pratiquées au puy d'Issolud. Capdenac possède également une place Lucter et une rue Drappes, et une exposition archéologique gratuite présente les objets découverts sur le site depuis plus de 40 ans. Cahors, l'ancienne capitale du pays des Cadurques, possède également une place Lucterius.
- Uxellodunon, chanson du groupe folk metal Eluveitie (Suisse).